# Nuno Crato
Nuno Paulo de Sousa Arrobas Crato, ComIH • GCIH • GCIP , né le 9 mars 1952 à Lisbonne, est un professeur d'université, mathématicien, écrivain, chercheur et homme politique portugais.

## Biographie
Titulaire d'une licence en sciences économiques de l'Institut Supérieur d'Économie et de Gestion (ISEG) de l'Université Technique de Lisbonne, il fait son doctorat aux États-Unis en Mathématiques Appliqués et y devient ensuite professeur des universités de mathématiques et de statistiques près du Stevens Institute of Technology. Quinze ans après il revient au Portugal et devient professeur en 2007, il est nommé vice-recteur de l'Université Technique de Lisbonne pour la culture scientifique.
Chercheur visitant au Centre commun de recherche (JRC) de la Commission européenne, professeur titulaire de mathématiques et statistiques à l'ISEG de l'Université de Lisbonne et président de Iniciativa Educação.
Membre du Conseil Scientifique de l'Éducation Nationale du gouvernement français.

## Activité Politique
Il devient ministre de l'Éducation et de la Science du gouvernement de centre dirigé par le social-démocrate Pedro Passos Coelho le 21 juin 2011. Il occupe ce poste jusqu'au 30 octobre 2015.
Pendant son mandat, les taux d'abandon ont été considérablement réduits (de c. 25% à 13,7%), la rétention a chuté à des niveaux historiquement bas et les résultats scolaires se sont améliorés. Les évaluations internationales TIMSS et PISA ont montré une amélioration : de 2011/2012 à 2015, les résultats des étudiants portugais ont dépassé les moyennes de l'OCDE et de l'IEA, atteignant les meilleurs résultats jamais enregistrés pour le Portugal.
Quelques analystes expliquent ces avancées par certaines des mesures pédagogiques mises en place au cours de son mandat : le développement de cursus plus exigeants, l'évaluation externe des élèves, des enseignants et des écoles, et la création de parcours professionnels. Il a également souligné la nécessité d'améliorer la formation initiale des enseignants.
Il n'a aucune affiliation à un parti.
Après son mandat au gouvernement, il est retourné à l'Université de Lisbonne.

## Œuvres
Au-delà de ses articles de recherche scientifique, il a publié beaucoup d'œuvres de popularisation scientifique et de débat sur les problèmes de l'éducation. Ses livres ont été édités et traduits au Portugal, Brésil, aux États-Unis, en Angleterre, et en Italie. Ses livres récents:
Improving a Country's Education: Pisa 2018 Results in 10 Countries, N. Crato, (ed.), Springer 2021
Data-Driven Policy Impact Evaluation: How Access to Microdata is Transforming Policy Design, N. Crato and P. Paruolo (eds.) Springer 2019
Raising Public Awareness of Mathematics, E. Behrends, N. Crato, and J.F. Rodrigues (Eds.), Springer 2012
Figuring It Out: Entertaining Encounters with Everyday Math, N. Crato, Springer 2010